# Templon
Templon (iz grščine τέμπλον, kar pomeni 'tempelj') je značilnost bizantinskih cerkva, in je sestavljen iz pregrade, ki ločuje ladjo od zakramentov pri oltarju.
Trden templon se je prvič pojavil v krščanskih cerkvah okoli 5. stoletja in ga še vedno najdemo v mnogih vzhodnokrščanskih cerkvah. Sprva je bil nizka pregrada, ki se verjetno ni dosti razlikovala od oltarne ograje mnogih zahodnih cerkva. Sčasoma se je razvil v sodobni ikonostas, ki ga še danes najdemo v pravoslavnih cerkvah.
Običajno je sestavljen iz izrezljanega lesa ali marmornatih stebrov, ki podpirajo arhitrav (greda, ki leži na stebrih). V svetišče vodijo tri vrata, velika osrednja in dvoje manjših ob straneh. Templon prvotno ni zastiral pogleda na oltar, toda s časom so s tramov obešali ikone, med stebri so bile obešene zavese in templon je postal bolj neprozoren. V sodobnih pravoslavnih cerkvah je običajno, da so odprtine templona zgrajene posebej za ikone.

## Izvor
Najverjetneje ima templon neodvisen izvor v latinski korni pregradi. Klasična odrska arhitektura je en možen vir. V določenih obdobjih v času bizantinske zgodovine je gledališče močno vplivalo na slikarstvo in kiparstvo. Arhitekti so nato pod vplivom scenskih ozadij iz časov Sofokleja zavestno posnemali klasični proskenij (latinsko proscenium) klasičnega grškega odra, kopirajoč več stebrov, z velikimi vrati na sredini in dvojimi manjšimi na vsaki strani. Kipi na ozadju bi bili torej analogni ikonam svetnikov, ki gledajo navzdol . Podobnosti pa so verjetno le vizualne. V Konstantinoplu, glavnem mestu bizantinskega cesarstva, so bile v 5. in 6. stoletju uprizarjane klasične drame, ko se je pojavil prvi templon in se je razvijala krščanska liturgija, vendar drame in njihova arhitektura na krščanski obred niso mogle vplivati.
Precej bolj verjetna teorija je, da so modeli templonov, tako po obliki kot vsebini, podobni dekorativni zavesi (parohet) v judovskih sinagogah iz 2. in 3. stoletja. Tudi te so imele tri glavne elemente: osrednja vrata, ki vodijo do oltarja, manjše bočne prehode in razporeditev delov, podobnih templonu. Zavesa verjetno ni bila neposredni prototip templona; verjetno izhaja iz posnemanja zaslona Tore v oltarju tipičnega sirskega poganskega templja .
Neposredno lahko primerjamo tudi postavitev velikega jeruzalemskega templja. Najbolj sveti in najbolj notranji del, znan pod imenom Sveto nad svetim, je bil tam, kjer se hrani Skrinja zaveze. Ta soba je bila od večjega dela notranjosti glavne stavbe ločena z veliko zaveso, 'tančico templja'. Samo Svetemu duhovniku je bilo dovoljeno vstopiti v ta del in le enkrat na leto na Jom Kipur. Tretji del je bilo vhodno dvorišče. To arhitekturno izročilo za oba glavna dela lahko prenašamo v krščanske cerkve in je še vedno najbolj nazorno prisotno v vzhodnih pravoslavnih cerkvah, kjer ikonostas deli oltar, ki vsebuje posvečeno evharistijo - manifestacijo Nove zaveze, od večjega dela cerkve, ki je dostopen vernikom. V pravoslavni krščanski tradiciji, razen cerkva v ženskih samostanih, lahko samo moški z dobrim razlogom vstopijo v oltarni del za ikonostasom.
Pregrade, imenovane temploni v grščini, so bile uporabljene tudi v primerih, ko so se rimski cesarji pojavljali v javnosti za ločitev cesarskega spremstva od množice .

## Etimologija
Templon je izposojena beseda v grščini, iz latinske templum, 'tempelj'; kako in zakaj je dobil svoj sedanji pomen, ni jasno. Najbolj očitna razlaga je, da oblika templona spominja na poganski tempelj. Stopnice do apside (polkrog, kjer je oltar) so analogne stereobatu in stilobatu templja (tla templja). Stebri, razporejeni v obliki π, spominjajo na stebre, ki obkrožajo vse štiri strani templja, arhitrav je videti kot arhitrav na templju, izklesani diski na arhitravu pa so analogni metopam na ogredju.
Vendar pa se domneva tudi, da ime templon ne izhaja iz poganskih templjev, ampak iz krščanske ideje o svetišču, kjer so častili Boga, natančneje iz templja v Jeruzalemu. V skoraj vseh sodobnih evropskih jezikih je beseda templon neposredno in pozna izposoja grškega arhitekturnega izraza in jo le redko najdemo zunaj akademske uporabe.

## Zgodnji primeri
Arheološki dokazi za zgodnji templon izvirajo iz stolnice svetega Janeza v Stoudiosu v Konstantinoplu, baziliki, zgrajeni okoli leta 463. Korna pregrada je obkrožala oltar v obliki π, z enimi velikimi vrati, obrnjenimi proti ladji in dvema manjšima na drugih straneh. Dvanajst slopov je imelo korne plošče, dolge približno 1,6 metra. Višina plošč ni znana. Korna pregrada ni bila le nizek parapet; najdeni so bili ostanki stebrov, kar kaže na to, da je pregrada na vrhu stebrov nosila arhitrav.
Na Tempeljskem griču v Jeruzalemu so odkrili številne delce marmornega templona .
Čeprav obstaja nekaj arhitekturnih in arheoloških dokazov zgodnjega templona, prvi in najbolj podroben opis izhaja iz pesmi Pavla Silentiariusa, ki opisuje Hagijo Sofijo v Carigradu. Sestavljena je bila blizu konca vladanja Justinijana I. in verjetno recitirana ob prazniku Svetih treh Kraljev, 6. januarja 563, ob praznovanju obnove cerkve po obnovi velike kupole.
Templon Hagije Sofije je bil, kot pravi Pavel, obkrožen, »takšen prostor, ki je bil v vzhodnem loku velike cerkve rezerviran za brezkrvne žrtve« . To pomeni, da se je raztezal po dolžini vzhodne polkupole, vključno z apsido, vendar brez eksedre (vdolbine na polovici kupole v steni). Na treh straneh pravokotnega tlorisa okoli oltarja je bilo razporejenih dvanajst s srebrom pokritih marmornih stebrov, približno 4,94 metra od podlage do kapitela. Na njih je počivalo vodoravno ogredje. Tri vrata so omogočala vstop v apsido, osrednja so bila večja od drugih. Čeprav so zgodnji učenjaki predlagali, da so bili vsi stebri in vsa vrata v eni liniji, vzporedni z apsido, sodobne rekonstrukcije prikazujejo osrednji portal, obrnjen proti ladji z manjšimi vrati, ki so na drugih straneh pravokotnega tlorisa .
Vmes so bili stebri iz marmorja, prekriti s srebrom, visoki približno 1,00 do 1,10 metra. Na njih so bili izklesani monogrami Justinijana in Teodore (6. stoletje), čeprav je bil Teodora že nekaj let mrtva, pa tudi več grbovnih križev v središču. Na sredini arhitrava je bil cizeliran Kristusov medaljon. Na obeh straneh so bili medaljoni angelov, prerokov, apostolov in na koncu Device Marije. Rezbarije na arhitravu so bile globoko navezane na bogoslužje. Drug templon, ki je iz približno istega obdobja, je v cerkvi sv. Janeza Efeškega, ki jo je Justinijan obnovil kot križno kupolo . Nad stranskimi vrati je bil napis svetega Janeza Teologa, saj je bila kripta svetnika znotraj zaprtega svetišča. Sveti Janez Krstnik je bil verjetno izklesan nad drugimi vrati templona Hagije Sofije, saj je viden v liturgičnih cerkvenih spisih.
Vsekakor je večina templonov sledila isti osnovni zasnovi. Običajno so bili izklesani iz enobarvnega marmorja, nekateri prekriti s plemenitimi kovinami, drugi pa iz barvnega marmorja. Plošče so bile pogosto izklesane z rastlinskimi ali živalskimi vzorci, arhitravi pa s poprsji Boga, Device in svetnikov. Slikovni okras na templonu je bil v glavnem koncentriran na arhitravu. To se je nadaljevalo od Justinijanovega do srednje bizantinskega obdobja, kar je razvidno iz izkopavanj v Sebasteju v Frigiji iz 10. st., ki so odkrila marmornat templon, katerega poslanica je prekrita s poprsji svetnikov. Obstajajo dokazi, da so bile ikone pred stebri templona obešene pred ikonoklazmom. Konstantinoplski patriarh Nicefor I. (806 do 815) opisuje prenosne ikone, obešene na stebre in vrata templona v svoji Antirretikoi. Pomembne prenosne in kolosalne ikone so bile postavljene tudi pred templon, kot v cerkvi svetega Pantelejmona v Nerzei iz 11. stoletja .

## Galerija
Slike templonov v cerkvah. Nekateri imajo ikone nameščene med stebre. 
- Hosios Lukas - Katolikon
- Sv. Panteleimon, Ohrid, Severna Makedonija
- Santa Maria in Cosmedin
- Cerkev sv. Pantelejmona (Gorno Nerezi), Skopje
- Cerkev sv. Jurija, Staro Nagoričane
- Agios Eleftherios v Atenah
- Cerkev sv. Nikolaja Orfana, Solun
- Cerkev sv. Apostolov, Solun
- Grška pravoslavna stolnica sv. Luke, Glasgow